# Day by Day (MEGARYUのアルバム)
『Day by Day』（デイ バイ デイ）は、日本のレゲエグループMEGARYUの3枚目のミニアルバムである。2006年3月8日発売。発売元はavex trax。

## 概要
- 表題曲の「Day by Day」は横浜ゴム「ECOタイヤ」CMソングとなった。

## 収録曲
全作詞・作曲:MEGARYU、編曲:M.Kamishiro
1. Day by Day (4:19)
2. 全震全霊 (4:21)
3. I miss you (4:35)
4. 着火メン (3:59)
5. 君をのせて (4:17)

## 収録アルバム
- オリジナル「我流旋風」（2006年7月12日）
- オムニバス「DJ KAORI'S JMIX」（2007年10月24日）